# أنوقراطية

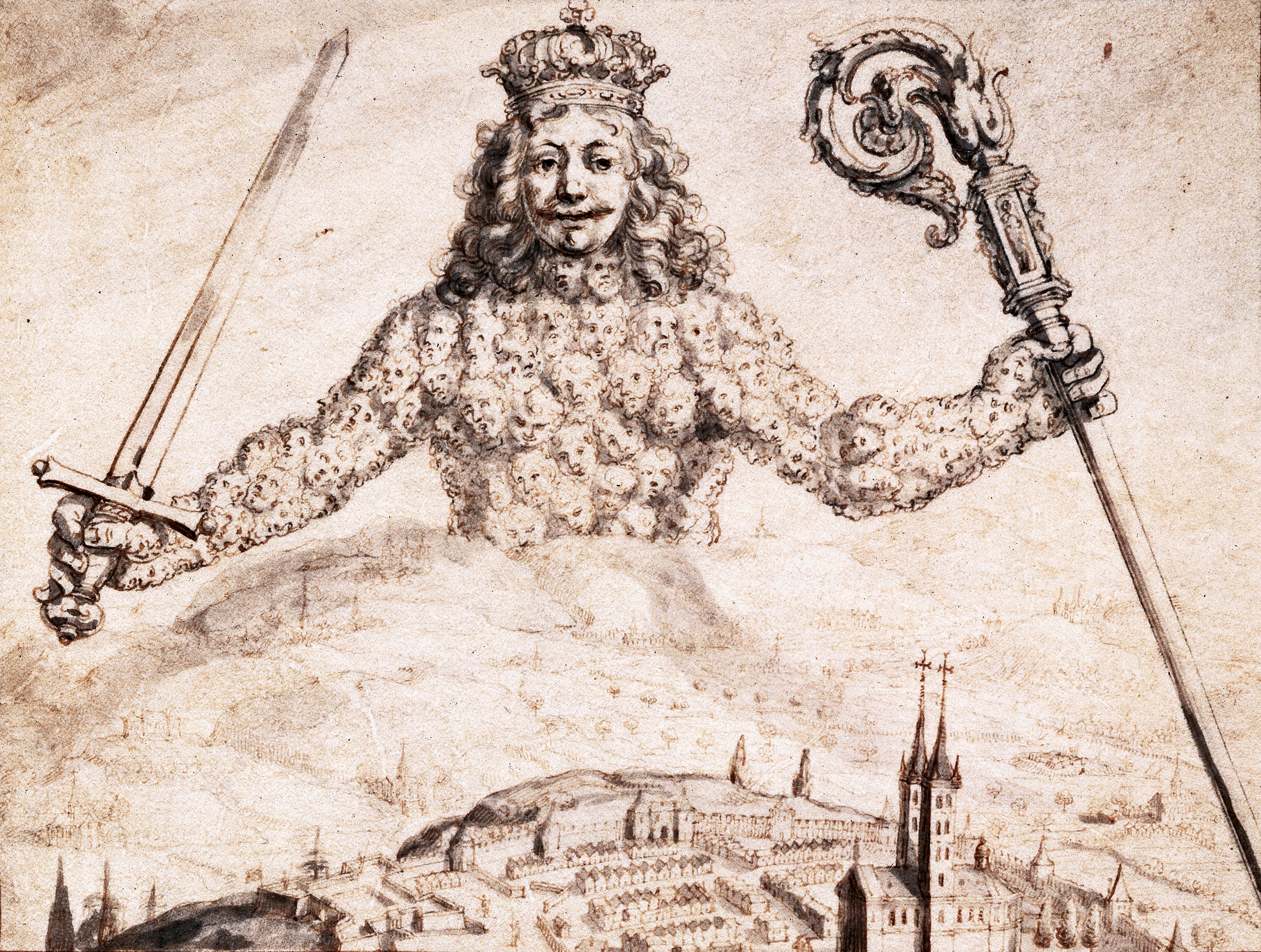

الأنوقراطية هي نظام حكم لا تمنح فيه السلطات للمؤسسات العامة، ولكنها توزع بين مجموعات النخبة التي تتنافس باستمرار مع بعضها البعض للحصول على السلطة. وتتضمن أمثلة الحكم الأنوقراطي في إفريقيا جنرالات الجيش في الصومال والحكومات المشتركة في كينيا وزيمبابوي. وتقع الأنوقراطيات في المنتصف بين الأوتقراطية والديمقراطية.
يتم التعرف على الأنوقراطية من خلال مجموعة بيانات النظام السياسي الرابعة باعتبارها نوعًا من أنواع الحكومات. في مجموعة البيانات تلك، تسمى الدولة أنوقراطية إذا لم تكن درجتها عالية بما يكفي لتوصف بأنها ديمقراطية ولا منخفضة بما يكفي لتوصف بأنها أوتقراطية.
كثيرًا ما يتم تعريف الكلمة على نطاق أوسع. على سبيل المثال، عرّف أحد مطبوعات منظمة الإشعار الدولية في عام 2010 الأنوقراطيات بأنها «الدول التي ليست أوتقراطية ولا ديمقراطية، ومعظمها يقوم بالتحول المحفوف بالمخاطر من الأوتقراطية إلى الديمقراطية».
لاحظت منظمة الإشعار الدولية أن عدد الدول الأنوقراطية قد ازداد بصورة ملحوظة منذ نهاية الحرب الباردة. ليس من الغريب أن تكون الأنوقراطية النظام السياسي الأقل مرونة للصدمات قصيرة المدى: إنها تقدم الوعد، ولكن ليس حقائق الاقتصاد السياسي الشاملة والفعالة بعد وتشكل تهديدًا على أعضاء النخبة الراسخة؛ وبالتالي فهي عرضة بشكل كبير لمواجهة العراقيل والعنف المسلح.

## «معظم القتل في المراحل الوسطى»
تميزت أنظمة الحكم «المهجنة» أو الأنوقراطية بأنها في منتصف المتصل الديمقراطي. ويقول البعض إن نظرية معظم القتل في المرحلة الوسطى«(MMM) توضح ميل الحكومات الأنوقراطية إلى التواجد حيث يكون معظم القمع، بينما تميل الحكومات الأكثر ديمقراطية أو ذات العناصر الأكثر استبدادًا إلى تبني مستويات أقل من القمع. وقد وصف المستوى العالي من القمع الذي تشهده الدول الأنوقراطية، من جانب البعض، بأنه يرتبط بالافتقار إلى» الوضوح/اليقين«الذي يحكم من خلاله القادة السياسيين».

## المصطلح
يرجع تاريخ استخدام كلمة "anocracy" (الأنوقراطية) باللغة الإنجليزية إلى حوالي عام 1950 على الأقل، عندما أعاد آر إف سي هال طباعة ترجمة كتاب مارتن بوبر في عام 1946 Pfade in Utopia [مسارات المدينة الفاضلة]، حيث ميز بين «الأنوقراطية» (بالإغريقية akratia) و«الأناركية» - «لا تعني غياب الحكومة ولكن غياب السيطرة».

## خصائص الأنوقراطية

### حقوق الإنسان
نظرًا لعدم استقرار الأنظمة الأنوقراطية، فإن انتهاكات حقوق الإنسان في الأنوقراطية أعلى بكثير من الأنظمة الديمقراطية. وفقًا لأطلس المخاطر المتعلقة بحقوق الإنسان لشركة ميبلكروفت عام 2014، فإن ثمانية من أصل أكثر عشر دول منتهكة لحقوق الإنسان هي دول ذات نظام أنوقراطي، إضافةً لذلك، يصنف التقرير كل أنوقراطية حالية على أنها «في خطر» أو في «خطر بالغ» من مخالفات حقوق الإنسان.
يشير الترابط الكبير بين الأنظمة الأنوقراطية وانتهاكات حقوق الإنسان إلى التقدم المتقطع في تحول الدولة من الأوتوقراطية إلى الديمقراطية. عمومًا، تتناقص انتهاكات حقوق الإنسان عندما تُبلغ عتبة الديمقراطية الكاملة. ومع ذلك، تميل انتهاكات حقوق الإنسان للبقاء كما هي، أو حتى تزداد، عندما تنتقل الدول من النظام الأتوقراطي إلى الأنوقراطي.
خلال ثورات الربيع العربي، أحرزت ليبيا ومصر واليمن تقدمًا نسبيًا نحو أنظمة أكثر ديمقراطية. مع بقاء العديد من الممارسات التسلطية لحكوماتها، تندرج الدول حاليًا ضمن فئة الأنوقراطية. وهي مدرجة أيضًا ضمن الدول الأكثر تطرفًا وانتهاكًا لحقوق الإنسان في العالم. تتضمن تلك الانتهاكات على سبيل المثال لا الحصر: التعذيب ووحشية الشرطة والعبودية والتمييز والمحاكمات غير العادلة وتقييد حرية التعبير. أظهرت الأبحاث بأن الاحتجاجات السياسية، كتلك التي حدثت خلال الربيع العربي، أدت بشكل عام إلى زيادة في انتهاكات حقوق الإنسان أثناء محاولة الحكومات القائمة الاحتفاظ بالقوة والتأثير على المعارضة الحكومية. وبالتالي، تغلب معدلات انتهاكات حقوق الإنسان العالية في الحكومات الانتقالية.
في تقريرها السنوي حول الحرية في العالم، سجلت منظمة فريدم هاوس انتهاكات الدول للحريات المدنية على مقياس مؤلف من سبع نقاط، حيث تمثل النقطة السابعة أعلى نسبة من الانتهاكات. تعرف منظمة فريدم هاوس انتهاكات الحريات المدنية بأنها التعدي على حرية التعبير والحقوق الترابطية والتنظيمية وسيادة القانون والحقوق الفردية. في حين حصلت أغلب الديمقراطيات الراسخة على درجة واحد، أحرزت أغلب الأنظمة الأنوقراطية نقاطًا بين أربعة وستة، نسبةُ للنسبة المرتفعة لانتهاكات حقوق الإنسان ضمن الأنظمة الأكثر أنوقراطية.

### العنف
تُظهر الإحصائيات بأن الأنظمة الأنوقراطية عُرضة للنزاعات بين الدول أكثر بعشر مرات من الأنظمة الديمقراطية، وأكثر احتمالًا بمرتين من الأنظمة الأوتوقراطية. أحد أسباب ازدياد العنف والنزاعات ضمن الأنظمة الأنوقراطية هي نظرية تُعرف بالمزيد من القتل في الوسط. تجادل النظرية بتسبب الخصائص الثابتة للأنظمة الأنوقراطية، والتي تتضمن وجود النخبة المنقسمين وعدم المساواة والمنافسين العدوانيين الذين يهددون شرعية النظام الاجتماعي القائم، بلجوء النخبة الحاكمة إلى القمع السياسي وإرهاب الدولة بمعدل أعلى من الأنظمة الديمقراطية أو السلطوية. يؤدي ذلك إلى معدلات مرتفعة بما يُطلق عليها «انتهاكات سلامة الحياة» والتي تشمل الإبادات الجماعية التي تشرف عليها الدولة وعمليات الإعدام خارج نطاق القضاء والتعذيب. v
يمكن تصنيف انتهاكات الدولة لسلامة الحياة على أنها أعمال من إرهاب الدولة. تكون الأعمال الإرهابية التي تمارسها الجماعات الحكومية والخارجة غالبًا في الحكومات الانتقالية والأنوقراطية أكثر من الأنظمة الديمقراطية أو السلطوية. يجادل أستاذ السياسات العامة في جامعة هارفرد، ألبيرتو أبادي بأن الرقابة الصارمة للأنظمة السلطوية من شأنها ردع الأنشطة الإرهابية في الدولة. ومع ذلك، تكون الأنظمة الأنوقراطية أكثر عرضة وتأثرًا للهجمات الإرهابية في حال غياب استقرار حكم سلطوي واضح أو ديمقراطية راسخة. ويشير إلى أنه في العراق، وسابقًا في إسبانيا وروسيا، صاحبت الزيادة المؤقتة في الإرهاب عمليات الانتقال من الأنظمة السلطوية إلى الديمقراطية.  
وفقًا لمقياس الإرهاب السياسي، فإنه في مجموعة من البيانات التي تصنف العنف الذي ترعاه الدولة على مقياس من خمس نقاط، تحرز جميع الأنوقراطيات تقريبًا نتيجة بين ثلاث وخمس نقاط. تشير المرتبة الثالثة على المقياس إلى الدولة التي «تضم اعتقالات سياسية مكثفة، أو تاريخ قريب باعتقالات مشابهة. وقد تكون الإعدامات أو الجرائم السياسية الأخرى أو الممارسات الوحشية شائعة. ويُقبل فيها الاحتجاز لفترة غير محدودة سواء بمحاكمة أو دونها لأسباب سياسية.» تُصنف الدول في المرتبة الرابعة عندما، «تمتد انتهاكات الحقوق المدنية والسياسية إلى عدد كبير من السكان. وتكون الجرائم وحالات الاختفاء والتعذيب جزءًا شائعًا من الحياة. بالرغم من العمومية، يؤثر الإرهاب في هذا المستوى على من يقحمون أنفسهم في السياسة أو الأفكار.» تُعطى المرتبة الخامسة للدول حيث، «يمتد الإرهاب إلى كافة المواطنين. لا يفرض حكام تلك المناطق أي قيود على الوسائل أو الشمولية التي يسعون بها إلى تحقيق الأهداف الشخصية أو الأيدولوجية.» بينما أحرزت إحدى عشر دولة فقط خمسة نقاط في تقرير مقياس الإرهاب السياسي لعام 2012، صُنفت أربعة منها على أنها أنوقراطية، وهي جمهورية الكونغو الديمقراطية وإريتيريا والصومال والسودان.    

### الحرب الأهلية
هناك آراء مختلفة حول ما إذا كانت الأنوقراطية تؤدي إلى حرب أهلية أم لا. وأُجريت النقاشات حول ما إذا كانت الانتقالات بين أنظمة الحكومة أو العنف السياسي تؤدي إلى حرب أهلية أم لا.
تكون الحرب الأهلية في البلدان غير المستقرة حصيلة عدم مقدرة الدولة على استيفاء مطالب الشعب. يؤدي عدم مقدرة الدولة على توفير احتياجات الشعب إلى التحزب ضمن الدولة. عندما لا تتمكن الفصائل من الحصول على مرادها، فإنها تحمل السلاح ضد الدولة.
يتعرض الديمقراطيون السابقون الذين تحولوا للأنوقراطية لخطر أكبر في التورط في الصراعات الأهلية. قد يرغم وعي السكان بالحقوق التي يتمتعون بها كمجتمع ديمقراطي على كفاحهم من أجل استعادة حقوقهم وحرياتهم. ومن جهة أخرى، يقل احتمال اندلاع حرب أهلية في الأنظمة الأوتوقراطية التي تحولت للأنوقراطية. لا تُعد جميع الأنظمة الأنوقراطية غير مستقرة. يوجد العديد من الدول المستقرة والمصنفة على أنها أنوقراطية، مثل روسيا. تكون المؤهلات الانتقالية المرتبطة ببعض الأنظمة الأنوقراطية سببًا في الصراعات الأهلية. يؤثر مقدار التحول أيضًا على احتمالية نشوب صراعات أهلية. فكلما زاد مقدار التحول، زادت احتمالية الحروب الأهلية.      
ومع ذلك، يستخدم بعض خبراء العلاقات الدولية سلسلة بيانات نظام الحكم في تشكيل فرضياتهم ودراساتهم ويمثل ذلك مشكلة بسبب استخدام النظام الرابع للعنف والحروب الأهلية كعامل في احتساب درجة نظام الحكم في الدولة. يشكل العنصران، «درجة المأسسة، أو تنظيم المنافسات السياسية»، و«وجود القيود الحكومية على المنافسات السياسية» تعقيدًا في استخدامهما في أي دراسة تتضمن النظام الرابع والحروب الأهلية في الحكومات الأنوقراطية. في أنظمة التقييمات العددية لأحد أجزاء النظام الرابع تلك، وغير الخاضعة للتنظيم الرقابي، «قد تصفنها الصراعات الأهلية ضمن الجماعات المتحيزة.» ينص العنصر الثاني على أنه «يوجد جماعات سياسية دائمة ومستقرة نسبيًا، لكن المنافسة بينها شديدة وعدائية وعنيفة بشكل مستمر.» الشيء الوحيد الذي يمكن استخلاصه بشكل صحيح هو أن العنف السياسي يميل إلى أن يسفر عن حرب أهلية. لا يوجد دليل قاطع يدعم بأن المؤسسات السياسية ضمن الأنظمة الأنوقراطية تسفر عن حروب أهلية.            

### الاتساع والتعقيد
بينما تعكس السمات الثلاث الأولى عدم استقرار الأنوقراطية، تمتلك الأنظمة الأنوقراطية سمة أخرى وهي الوصف الشامل. تصف الأنوقراطية نوعًا من النظام الذي يحتوي مزيجًا من السمات المؤسسية التي إما تعيق أو تعزز العملية الديمقراطية، «تشمل فئة معقدة تتضمن العديد من الترتيبات المؤسسة». في حين تُظهر الأنظمة الأنوقراطية بعض الأهلية للمجتمعات المدنية والمساهمات السياسية، تُظهر الأنظمة الأوتوقراطية والديمقراطية النظيرة أهليات أكثر أو أقل بصورة ملحوظة. وبالتالي، في حين يسهل على الباحثين إمكانية تحديد الأنظمة الديمقراطية والأوتوقراطية بناءً على سماتها الخاصة، أصبحت الأنظمة الأنوقراطية أوسع، ومن فئة «الجامعة» لجميع الأنظمة الأخرى. مع ذلك، بالرغم من شموليتها وتعقيدها، لا يزال استخدام العرف قائمًا بسبب صلته بانعدام الاستقرار المدني بالإضافة إلى استعماله في سلسلة بيانات نظام الحكم.      